# Jbel Kouaouch
Der Jbel Kouaouch ist mit seiner Höhe von 2592 m nach dem Jbel Amalou n’Mansour (2712 m) der zweithöchste Gipfel des Jbel-Sarhro-Bergmassivs im Süden Marokkos. Der Berg ist möglicherweise vulkanischen Ursprungs.

## Lage
Der Jbel Kouaouch befindet sich etwa auf halber Distanz zwischen den Städten Boumalne Dadès und N’Kob. Das nächstgelegene und über eine Pistenstraße erreichbare Dorf ist Igli (etwa 10 km Luftlinie südlich des Gipfels).

## Besteigung
Der in weiten Teilen aride und von Steingeröll übersäte Berg kann von Igli aus innerhalb einer Tagestour oder im Rahmen mehrtägiger Bergwanderungen – ausgehend von N’Kob im Süden oder vom Dorf Tagdilt im Norden – bestiegen werden.